# Qimen (socken i Kina)
Qimen (kinesiska: 七门乡, 七门) är en socken i Kina. Den ligger i den autonoma regionen Guangxi, i den södra delen av landet, omkring 93 kilometer sydväst om regionhuvudstaden Nanning.
Genomsnittlig årsnederbörd är 2 176 millimeter. Den regnigaste månaden är augusti, med i genomsnitt 438 mm nederbörd, och den torraste är januari, med 30 mm nederbörd.